# Johan Palmstruch

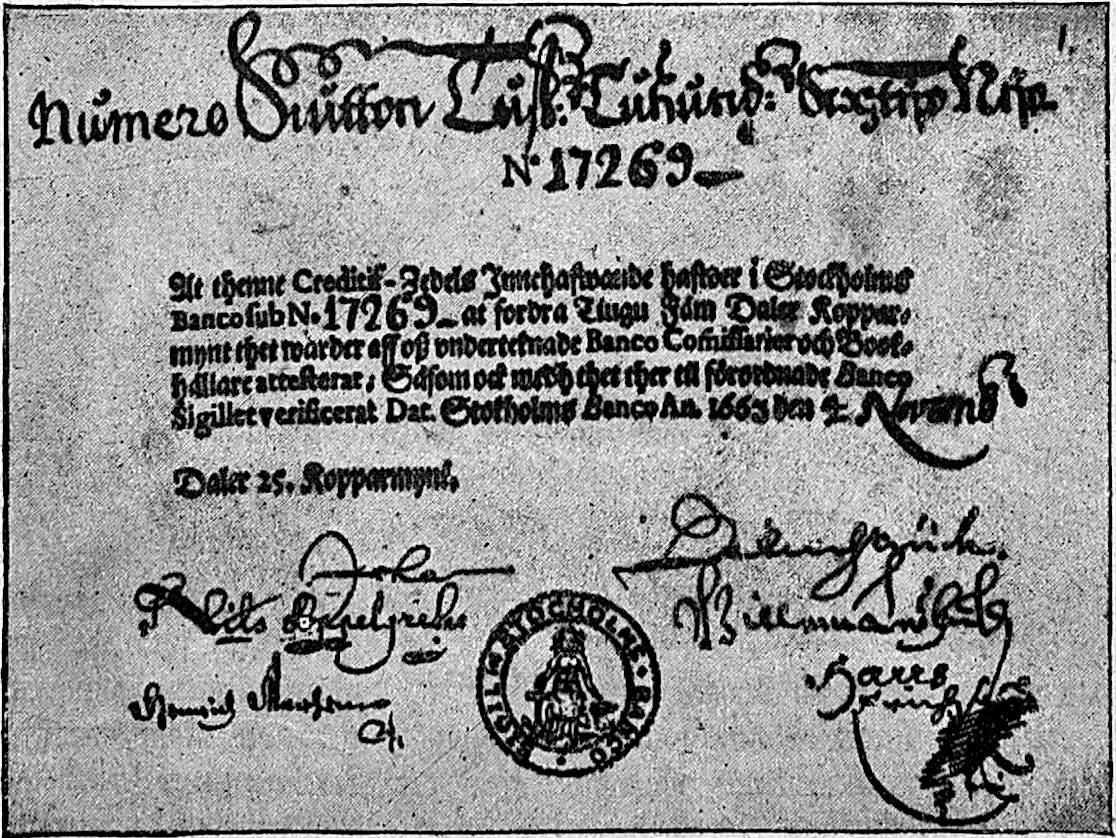
Zweeds papiergeld uit 1663

Johan Palmstruch of Hans Wittmaeker (Riga, 13 juni 1611 - Stockholm, 8 maart 1671) was een Zweedse bankier van Nederlandse afkomst en de oprichter van de eerste Centrale Bank in Europa. Palmstruch kan bovendien worden beschouwd als de uitvinder van papiergeld in Europa, nu 350 jaar geleden. Dat was geen succes, maar het papieren geld zou niet meer van het toneel verdwijnen.

## Biografie
Hans Wittmaeker werd geboren in het Zweedse Lijfland en zijn voorvader kwam vermoedelijk uit het Graafschap Holstein. Rond 1634 kwam de familie naar Amsterdam. Zijn vader handelde op Riga en had contact met de plaatselijke muntmeester. Naar het zich laat aanzien opereerde de familie Wittmaecker vanuit de Warmoesstraat. Eind 1638 woonde Johannes opnieuw in Riga en was in betalingsmoeilijkheden. Hij was niet in staat de levering van goud- en zijden lakens af te betalen. Rond 1639 werd hij veroordeeld vanwege zijn faillissement en verbleef vijf jaar in de gevangenis. Het is onduidelijk waar. 
Wittmaecker trouwde in februari 1644 met Margriet van den Bosch in 's Gravenhage en zou in 1647 door Christina I van Zweden als een van de vele Nederlanders die daar actief waren naar Stockholm zijn gehaald.

## Onder Christina I van Zweden

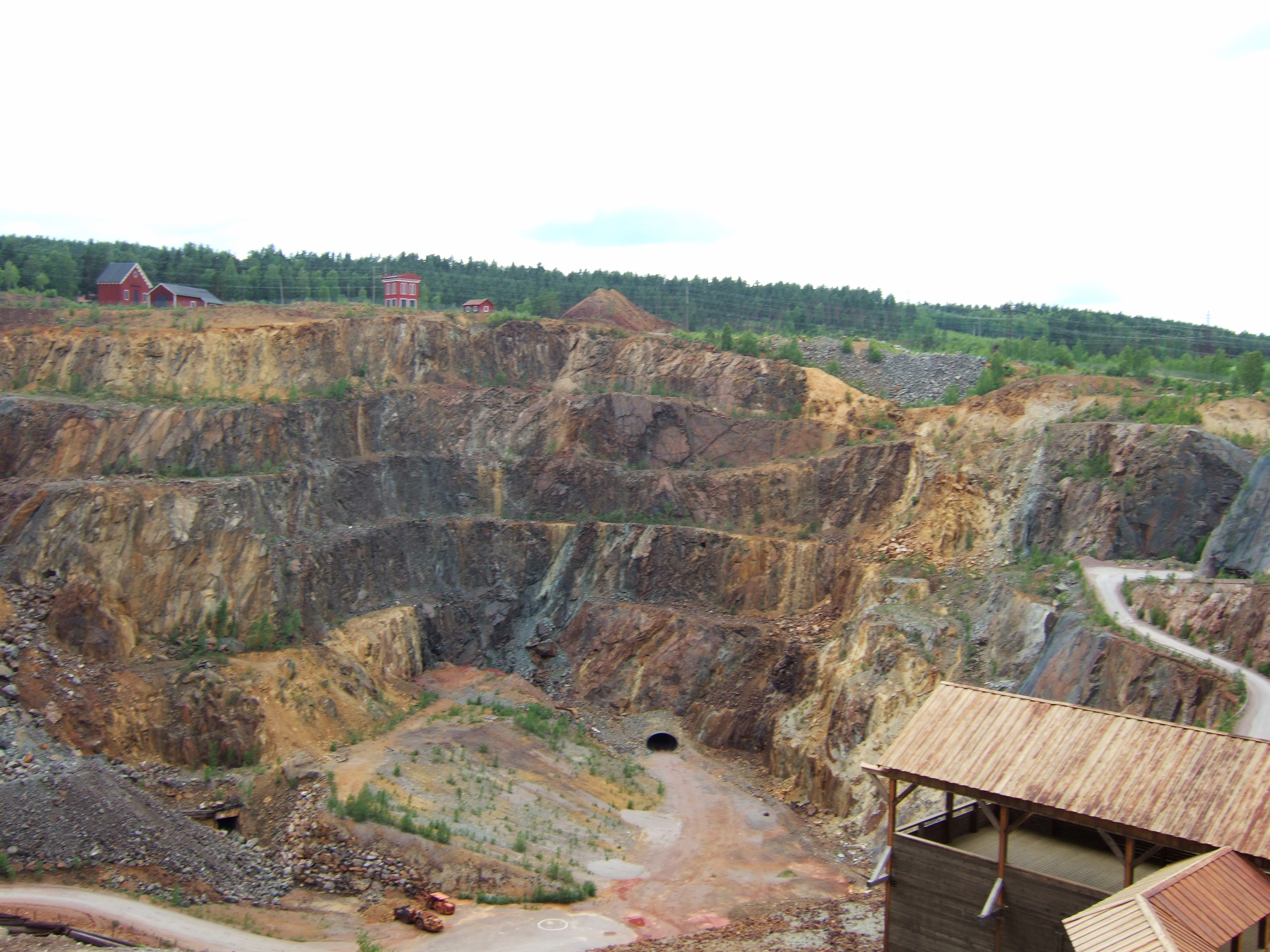
Kopermijn in Falun

- Haar vader Gustaaf II Adolf van Zweden had een dubbele standaard en in 1626 het kopergeld ingesteld. Samuel Blommaert vond reeds in 1632 dat aan het kopergeld een einde moest komen.[5] In 1644 ontbood de Zweedse staat de Waalse Marcus Kock om munten te slaan.[6] De kroon verpachtte al geruime tijd de kopermijnen en de kroondomeinen vanwege geldgebrek.[7] In 1648 liep het contract met Louis de Geer, die de Zweedse koperhandel beheerste, af, alhoewel De Geer in 1649 de Zweedse Afrikacompagnie nog heeft opgericht, waar hij misschien koper aankocht.
- In 1650 verkreeg Adriaen Trip een licentie Zweeds koper uit te voeren; hij was verplicht te betalen met zilver om het onhandige kopergeld uit te bannen.[8]
- In 1651 zijn Wittmaecker en zijn broers in de adelstand verheven.[9] De adel, in recente jaren verdubbeld, had destijds driekwart van alle Zweedse grond in bezit.[10]
- Alhoewel Christina gul van aard was, kan het niet uitgesloten worden dat er toch tegenprestatie werd verlangd.[bron?] De wispelturige koningin gaf veel geld uit aan boeken, ballet en theater, kreeg kritiek op haar financiële beleid, maar in juni 1654 deed Christina troonsafstand en eiste in ruil jaarlijks een fors bedrag als pensioen.

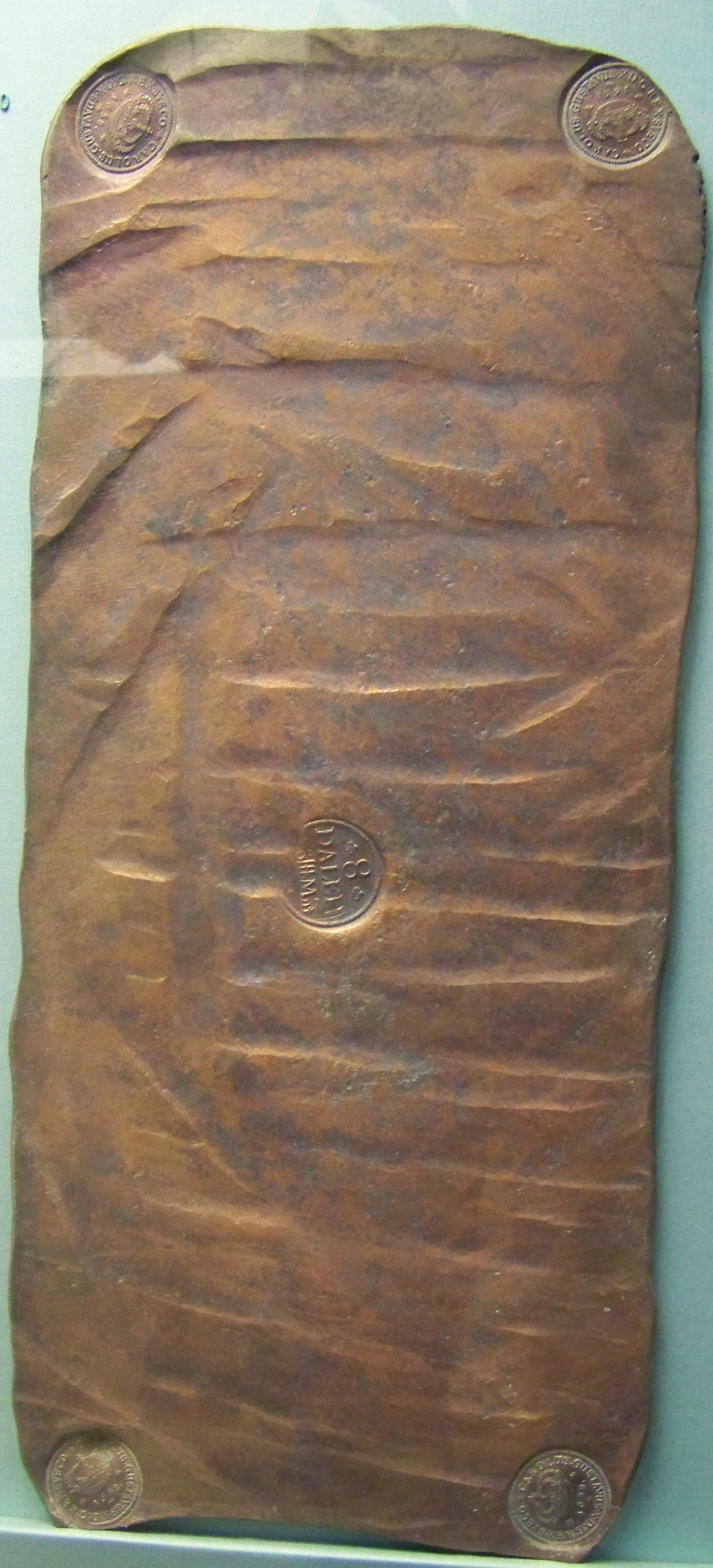
Een stuk van 8 daler uit 1658 (plåtmynt) in het British Museum

## Onder Karel X
In Zweden werden maatregelen genomen om de invloed van de Nederlanders in dat land en het aandeel in de scheepvaart af te laten nemen. Niettemin gaf Karel X van Zweden of de Zweedse rijksraad na twee eerdere pogingen Wittmaecker in 1656 toestemming tot de oprichting van de Stockholm Banco, met als voorbeeld de Amsterdamse Wisselbank en de Bank van Lening. De helft van de winst moest hij afstaan aan de staat. Aanvankelijk accepteerde hij kortetermijnleningen om die uit te zetten tegen langetermijnleningen. Omdat het land in oorlog was en het aan zilver ontbrak, zou de staat in zijn gegaan op zijn aanbod om koper als dekking te nemen. De zaken verliepen voorspoedig en Palmstruch opende bijkantoren in Göteborg, Falun, waar de kopermijnen lagen, en Turku. De klompen koper waren zwaar en log; ze wogen soms twintig pond en werden met paard-en-wagen of kruiwagen afgehaald.
In 1660 werd koper gedevalueerd met 17% ten opzichte van zilveren Zweedse riksdaler vanwege de Japanse export en het beëindigen van de Deens-Zweedse Oorlog (1657-1658), de Russisch-Zweedse Oorlog (1656-1658), Zweeds-Nederlandse Oorlog (1658-1660), en de Zweeds-Poolse Oorlog (1655-1660). Het ligt voor de hand dat de inflatie na de Vrede van Kopenhagen (1660) en het Verdrag van Oliva plaatsvond. Het aandeel koper in de munt kan ook met 17% zijn verlaagd, zodat de onhanteerbare munt lichter werd.
Vanaf 1661 werden kreditivsedlar (krediet(bewijs)stukken of cedulen) uitgegeven. In 1662 kwam plotseling een einde aan de suprematie van het Hollandse kapitaal in de Zweedse mijnbouw en metaalindustrie.
Omdat de bank veel meer papiergeld in omloop bracht zonder afdoende dekking, nam de inflatie toe. Dat leidde ertoe dat de bankbiljetten niet meer konden worden "verzilverd" en de bank werd lastiggevallen door klanten. De Zweedse overheid verbood uiteindelijk het papiergeld en het vertrouwen kwam terug. Maar in 1668 ging de bank toch nog failliet. Ze is in 1668 door de Zweedse Rijksdag omgedoopt tot de Riksens Ständers Bank, later de Zweedse Rijksbank.
Johan Palmstruch werd in 1669 ter dood veroordeeld. Vervolgens verkreeg hij gratie en is veroordeeld tot een gevangenisstraf. Na een jaar werd hij vrijgelaten en vestigde zich volledig berooid op zijn landgoed in Täby, buiten Stockholm.